# Hagonoy (Davao do Sul)
Hagonoy é um município de  terceira classe de renda municipal (d) na província Dávao do Sul, nas Filipinas. De acordo com o censo de 1 de maio  de  2020 possui uma população de 56 919 pessoas e 14 634 domicílios.